# Bortolo Mutti
Bortolo Mutti (* 11. August 1954 in Trescore Balneario) ist ein ehemaliger italienischer Fußballspieler und -trainer.

## Karriere
Zu Beginn seiner Profikarriere spielte er bei Inter Mailand, wo er 1974 einen Profivertrag bekam. Ein Jahr später wurde er für ein Jahr an US Massese ausgeliehen. Als er wieder nach Inter Mailand zurückkehrte, verpflichtete ein Jahr später Delfino Pescara ihn. Er spielte nicht lange bei Pescara – kurz danach wechselte er zu Catania Calcia, wo er drei Jahre spielte. 1984 verpflichtete Brescia Calcio ihn, drei Jahre später ging er zu Taranto. Von dort wechselte er zu nach Atalanta Bergamo. Danach ging er zu Mantova FC, von wo er 1987 zu AC Palazzolo wechselte und dort seine Karriere beendete.
Mutti arbeitet seit 1988 als Fußballtrainer von vorwiegend italienischen Vereinen.